# (143707) 2003 UY117
(143707) 2003 UY117, também escrito como (143707) 2003 UY117, é um objeto transnetuniano (TNO) localizado no disco disperso, uma região do Sistema Solar. Ele está em uma ressonância orbital de 2:5 com o planeta Netuno. O mesmo possui uma magnitude absoluta de 6,1 tem um diâmetro com cerca de 278 km ou 360 km. O astrônomo Mike Brown lista este corpo celeste em sua página na web como um candidato a possível planeta anão.

## Descoberta
(143707) 2003 UY117 foi descoberto no dia 22 de outubro de 2003 pelo projeto Spacewatch.

## Órbita
A órbita de (143707) 2003 UY117 tem uma excentricidade de 0,415 e possui um semieixo maior de 55,560 UA. O seu periélio leva o mesmo a uma distância de 32,488 UA em relação ao Sol e seu afélio a 78,632 UA.